# Валада Агордина
Валада Агордина (итал. Vallada Agordina) је насеље у Италији у округу Белуно, региону Венето.
Према процени из 2011. у насељу је живело 556 становника. Насеље се налази на надморској висини од 965 м.

## Становништво
| 1931. | 1936. | 1951. | 1961. | 1971. | 1981. | 1991. | 2001. | 2011. |
| ----- | ----- | ----- | ----- | ----- | ----- | ----- | ----- | ----- |
| 1.034 | 926   | 1.004 | 962   | 722   | 693   | 596   | 556   | 514   |